# P/2000 S4 (LINEAR-Spacewatch)
P/2000 S4 (LINEAR-Spacewatch) — одна з короткоперіодичних комет сім'ї Юпітера. Ця комета була відкрита 2 жовтня 2000 року; вона мала 20.5m на час відкриття.